# Воластоніт

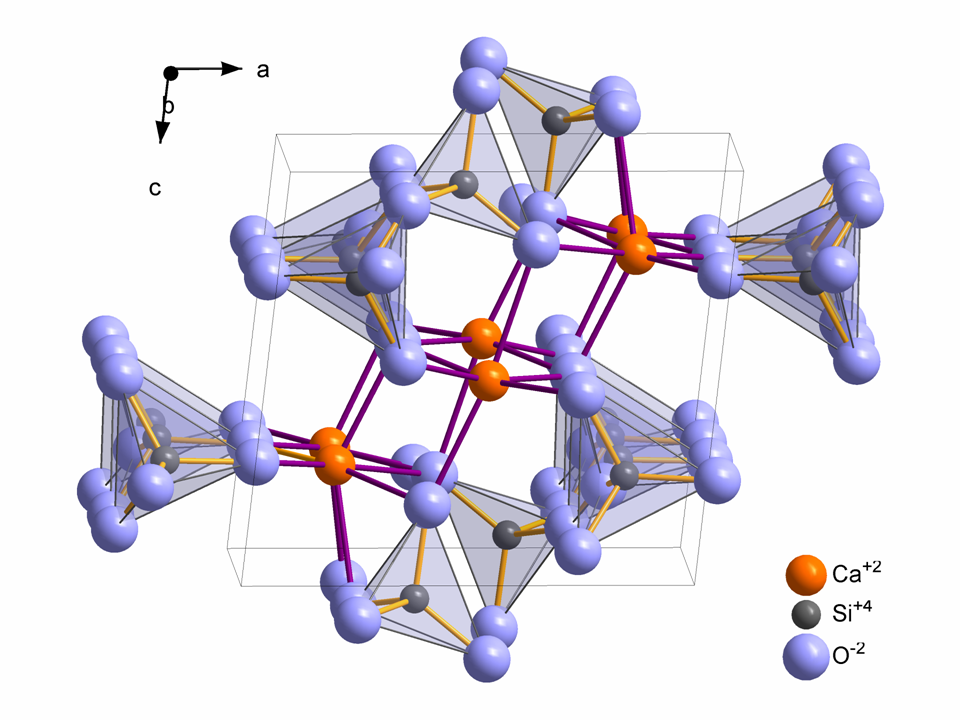
Unit cell of triclinic wollastonite-1A

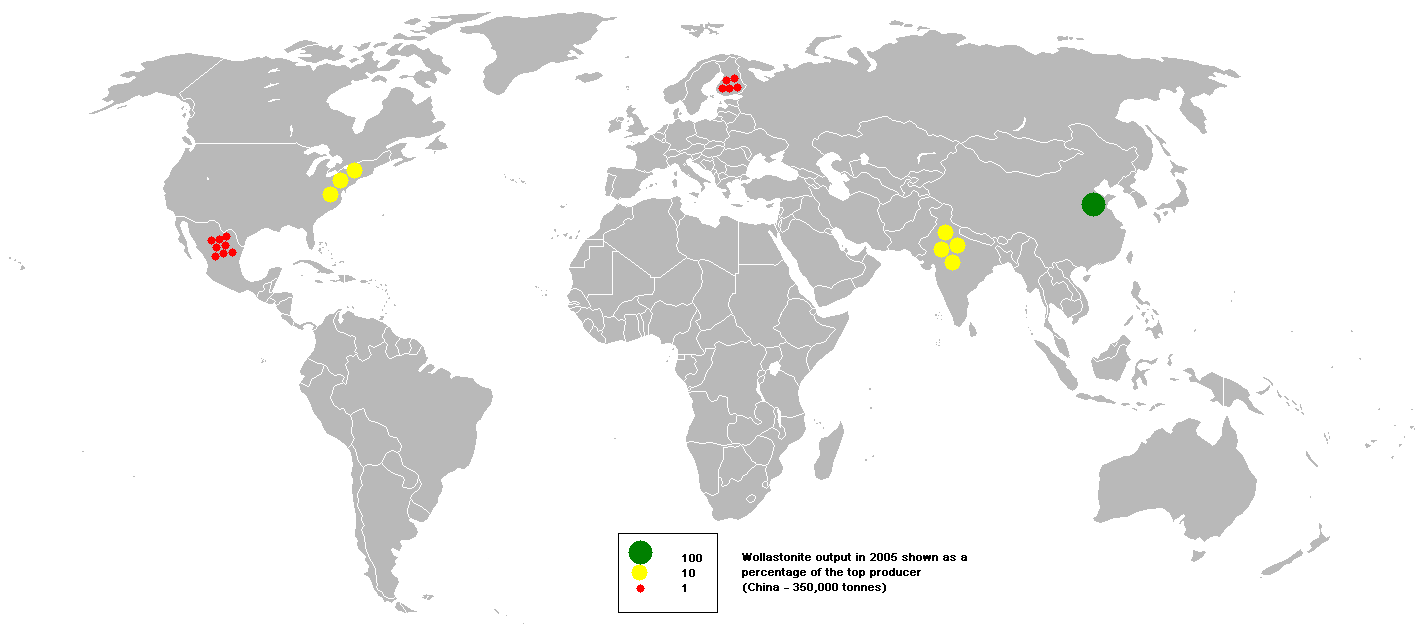
Виробництво (видобуток) воластоніту у світі у відсотках для кожної окремо взятої країни в 2005 році порівняно з лідером Китаєм (100 % = 360 000 тонн).

Воластоніт (рос. волластонит; англ. wollastonite, tabular spar; нім. Wollastonit m) — мінерал, силікат кальцію, який може містити невелику кількість заліза, магнію та марганцю, що замінює кальцій.

## Етимологія та історія
Назва воластоніт сходить до Дж. Лемана, який вперше згадав це ім’я в 1818 році в Nouveau dictionnaire d’histoire naturelle appliquée aux arts, à l’agriculture при описі гірських порід, точніше скарнів з Догнечі в румунській частині Баната. Вперше мінерал був описаний в 1793 році австрійським мінералогом А. Штуцем. Для цього у Штюца були доступні зразки гірських порід з Банату. Догнеча досі вважається типовою місцевістю воластоніту. Перейменування столового шпату у воластоніт Леманом було зроблене на знак визнання наукових заслуг відомого англійського натураліста Вільяма Гайда Волластона (1766–1828).
З часу заснування Міжнародної мінералогічної асоціації (IMA) в 1958 році, воластоніт є міжнародно визнаною назвою мінералів для природного CaSiO3.

## Загальна характеристика
- 1) Силікат ланцюжкової будови з ґранулами піроксеноїдів, Ca3(Si3O9). Типовий метаморфічний мінерал. Сингонія триклінна. Густина 2,78-2,91. Твердість 5-5,5. Колір білий, безбарвний. Блиск скляний.

Утворюється на контакті вапняків з виверженими породами, де асоціює з кальцитом, діопсидом, андрадитом, везувіаном, сфеном, епідотом.
В Україні є в межах Українського щита. Найбільше родовище воластоніту у світі — Віллсборо (гори Адірондак в штаті Нью-Йорк, США) з достовірними запасами 5,4 млн т руди пов'язане з регіональним метаморфізмом. Загальні геологічні запаси унікального родовища воластоніту в Чаткальській долині, Киргизстан оцінюються приблизно в 50 млн т.
Волластоніт зустрічається в багатьох місцях по всьому світу, а також видобувається для промислового використання. Наступна інформація про видобуток у 2016 році базується на Всесвітньому звіті про мінерали Британської геологічної служби 2012-2016: Китай, 950 000 т; Індія, 166 168 т; Мексика, 63 683 т; США, 60000 т; Іспанія, 13553 т; Фінляндія, 10 000 т; Канада, 6000 т; Австралія, 1797 т.
Воластоніт — перспективна сировина для електрокераміки, стенових плит, облицювальної цегли і плитки, кахлів, спеціальних цементів, білил, фарб, лаків тощо.
Основний метод збагачення — флотація.
Від імені англ. дослідника В. X. Волластона.
- 2) Стара ювелірна назва прозорого кварцу з включеннями кристалів рутилу і темного турмаліну.